# Vágvölgyi Tímea
Vágvölgyi Tímea (Budapest, 1975. november 20. –) magyar erotikus modell és pornószínésznő. Művésznevei Timea Margot, Margot Depard és Margot, ritkábban Cindy Miel, Olinka Ferova és Katalyn Cica.

## Életrajz
1994 és 1998 között dolgozott a pornóiparban, a Private Media Group, a Color Climax és a Goldlight stúdióknál.

## Filmográfia (válogatás)
- Cannes Fantasies (1994)
- Chateau de Passion (1994)
- Feuchte Muschies (1995)
- Private Video Magazine 19 (1995)
- Private Video Magazine 21 (1995)
- Private Castings X 10 (1998)